# Spettacoli nell'antica Roma

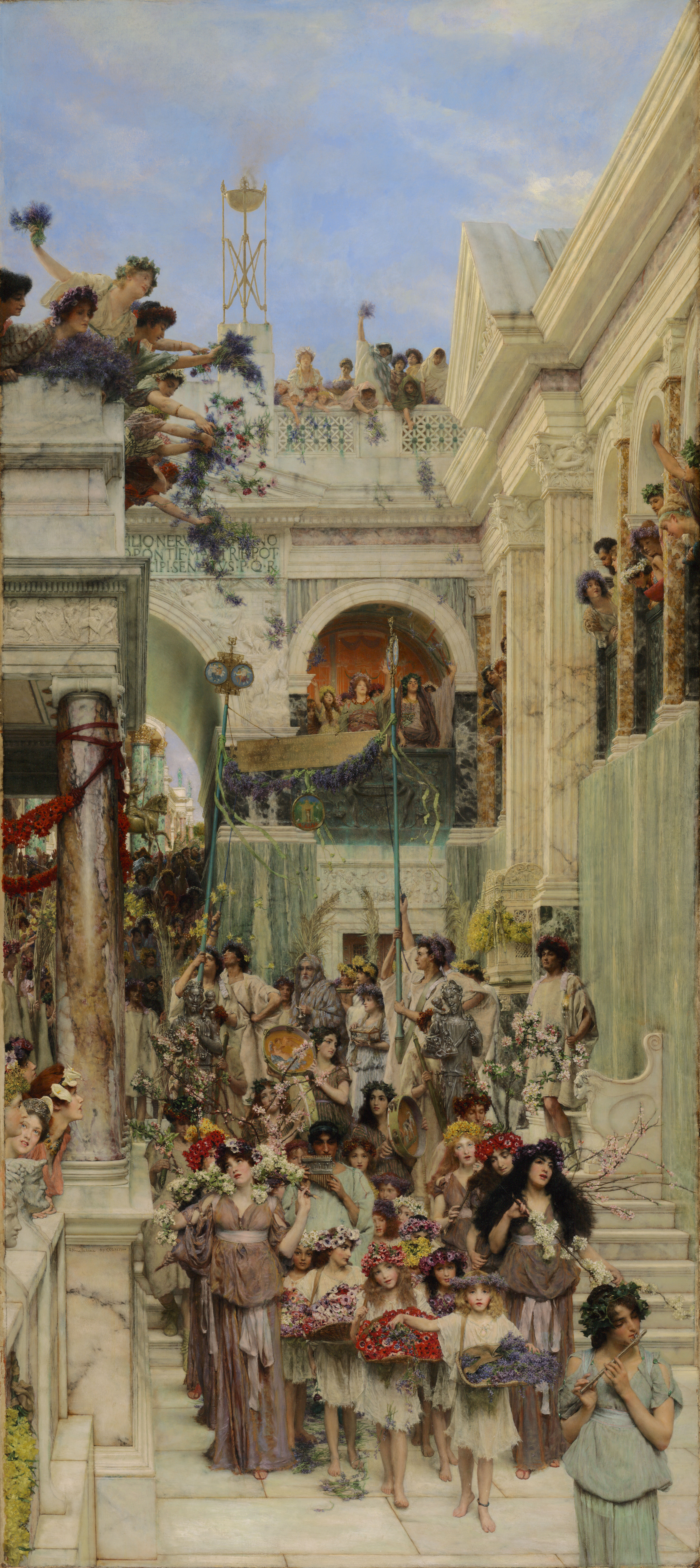
I Cerealia erano festeggiati nell'antica Roma con una cerimonia e poi con i Ludi cerealici nel Circo Massimo (dipinto di Lawrence Alma-Tadema, 1894).

Gli spettacoli nell'antica Roma erano numerosi, aperti a tutti i cittadini ed in genere gratuiti; alcuni di essi si distinguevano per la grandezza degli allestimenti e per la crudeltà.
I Romani frequentavano di preferenza i combattimenti dei gladiatori, quelli con bestie feroci (venationes), le riproduzioni di battaglie navali (naumachia), le corse di carri, le gare di atletica, gli spettacoli teatrali dei mimi e le pantomime.
Quarant'anni dopo l'invettiva di Giovenale (n. tra il 55 e il 60–m. dopo il 127) che rimpiangeva la sobrietà e la severità repubblicana di un popolo che ormai aspirava solo al panem et circenses, al pane e agli spettacoli, Frontone (100-166), quasi con le stesse parole, descriveva sconsolato la triste realtà:
La classe dirigente romana considerava infatti suo compito primario quello di distribuire alimenti una volta al mese al popolo e di distrarlo e regolare il suo tempo libero con gli spettacoli gratuiti offerti nelle festività religiose o in ricorrenze laiche.

## Le feste nel calendario romano
Numerose erano le occasioni per i romani di assistere nelle festività romane a spettacoli in occasione di celebrazioni religiose. Da un calcolo sommario « [...] trascurando certi doppioni per cui due feste coincidevano [nello stesso giorno]...si arriva a questo calcolo matematico: i giorni obbligatoriamente festivi della Roma imperiale occupavano più della metà dell'anno...».
Ma oltre a quelle offerte in Roma dai Cesari vi erano poi quelle che si celebravano in campagna nei borghi contadini, le feste di quartiere in onore dei santuari locali, quelle dei nuovi culti, quelle delle corporazioni (scholae), quelle militari e infine quelle che a sorpresa offriva la munificenza imperiale come i combattimenti di gladiatori che nel II secolo d.C. potevano durare mesi interi. Quindi «si può affermare che [...] non c'era anno romano che non recasse due giorni di festa per un giorno lavorativo.» e che gli spettacoli fossero quindi quasi quotidiani. Svetonio ricorda che l'imperatore romano, Augusto, poiché negli spettacoli regnava la confusione e il disordine, introdusse ordine e disciplina, oltre a:
(Svetonio, Augustus, 43.)
Augusto aveva preso anche l'abitudine, nei giorni che precedevano gli spettacoli, nel caso in cui fosse stato portato a Roma qualche animale mai visto prima di allora e degno di essere conosciuto, di presentarlo al popolo in modo straordinario, in un luogo qualsiasi: per esempio un rinoceronte presso i Saepta Iulia, una tigre in una scena teatrale, un serpente di cinquanta cubiti (22 metri circa) davanti alla piazza dei comizi.
Ancora Augusto fece decretare dal Senato che, per tutta la durata degli spettacoli pubblici, in qualunque luogo venissero offerti, la prima fila di panche spettava ai senatori e vietò a Roma che gli ambasciatori delle genti alleate o libere prendessero posto nell'orchestra, perché si era trovato nell'imbarazzo [nel sapere] che in alcune delegazioni vi erano schiavi affrancati. Separò i soldati dal popolo; assegnò ai plebei sposati proprie gradinate; a chi indossava la pretesta un settore delle gradinate particolare e quello accanto ai loro precettori; vietò a chi era mal vestito di posizionarsi nelle gradinate di mezzo. Non permise alle donne di sedere durante i combattimenti dei gladiatori, che una volta potevano osservare a fianco dei propri uomini, se non nella parte superiore e da sole. Riguardo alle lotte tra atleti, vietò con grande rigore l'ingresso alle donne in teatro, prima della quinta ora.

## Il significato religioso degli spettacoli
In origine ad ogni festa era accomunato un culto religioso. Ad esempio: la gara di pesca che si svolgeva l'8 giugno alla presenza del pretore e che si concludeva con una mangiata di pesce fritto, in origine, testimonia Festo, era un sacrificio di sostituzione in onore del dio Vulcano che accettava il cambio di pisciculi (pesciolini) pro animis humanis (al posto di anime umane).
Il significato religioso sacrificale, che i romani avevano ormai dimenticato, era presente ancora nella corsa di cavalli che si effettuava al Foro il 13 ottobre. Il cavallo vincitore veniva immolato, il suo sangue versato per le lustrazioni, la testa contesa duramente tra gli abitanti della Via Sacra e quelli della Suburra che si contendevano l'onore di mostrare il cimelio del "cavallo d'ottobre". Questa festa era il ricordo della corsa di cavalli che i latini dell'antica Roma celebravano al termine dell'annuale spedizione di guerra che iniziava in primavera e terminava in autunno. In quei tempi passati il sangue del cavallo vincitore sacrificato serviva a purificare la città.
Il carattere sacrale era presente anche in età repubblicana quando nel 105 a.C. furono istituiti dallo Stato i combattimenti tra gladiatori, nati in origine come un culto reso dai privati sulla tomba dei genitori. Il carattere religioso fu conservato nel termine munus (ufficio pubblico) che designava questi combattimenti cruenti che avevano il compito di placare gli dei. Ancora nel II secolo d.C. Festo li chiama «oblazioni offerte per motivi ufficiali», Tertulliano, «onoranze obbligatorie ai Mani» e Ausonio, «sangue sparso sulla terra per placare il dio armato di falce»
In epoca imperiale il pubblico romano aveva del tutto dimenticato questi richiami religiosi anche se una certa etichetta rituale era stata stabilita sin dal tempo di Augusto: gli spettatori, ad esempio, dovevano indossare la toga di gala:
(Svetonio, Augustus 40.)
E, se non volevano essere allontanati, dovevano tenere un atteggiamento educato: non potevano, infine, né mangiare né bere durante gli spettacoli. Anche se ci si doveva alzare in piedi durante la processione inaugurale con le statue dei divi imperiali assieme a quelle delle divinità, lo si faceva come segno di rispetto e di riconoscenza alla dinastia imperiale che offriva loro spettacoli così grandiosi.
L'antica impronta religiosa dei giochi per i romani dell'età imperiale era ormai ridotta a formalità che non avevano più nessun rapporto con i riti di una religione ormai dimenticata e che era stata sostituita dalla simbologia astrologica raffigurata nell'arena, che rappresentava la terra, e nel fossato che circondava la pista, il mare; l'obelisco (spina) simboleggiava il sole alla sommità del cielo; i sette giri di pista della corsa dei carri riproducevano l'orbita dei sette pianeti e il susseguirsi dei sette giorni della settimana, le dodici porte delle rimesse dei carri che si affacciavano sul circo figuravano i luoghi dello zodiaco.

## Il rapporto tra il principe e la folla
Quando l'imperatore appariva nel circo, nell'anfiteatro o nel teatro, la folla lo salutava levandosi in piedi e agitando fazzoletti bianchi, omaggiandolo e manifestandogli la propria presenza e la compartecipazione emotiva, quasi religiosa, al suo assistere allo stesso spettacolo che si svolgeva alla vista comune.
Di questa folla di spettatori che avevano la fortuna «di vedere il principe in persona in mezzo al suo popolo» l'imperatore ne faceva anche uno strumento di potere politico forgiando, con il suo rapporto diretto con la folla negli spettacoli, quell'opinione pubblica che, in assenza degli antichi Comizi e dell'autonomia del Senato, non aveva più modo di esprimersi.
Gli spettacoli quindi rafforzavano il potere politico del principe e insieme salvaguardavano ciò che rimaneva della religione tradizionale. Gli spettacoli, in una popolazione dove 150.000 vivevano senza lavorare a spese dello Stato e dove quelli che avevano un'occupazione avevano metà della giornata libera da impegni, anche, forzatamente, da quelli politici, servivano a occupare il tempo libero e a distrarre e incanalare le passioni, gli istinti, la violenza.
(Carcopino 1971, p. 239)
Svetonio riferisce che Augusto, quando assisteva ai giochi, si sedeva solitamente nella stanza da pranzo di uno dei suoi amici o dei suoi liberti, qualche volta sedeva nella sua tribuna, insieme con la moglie e i figli. Si assentava dagli spettacoli a volte per diverse ore, altre volte per giorni, chiedendo scusa e raccomandando al popolo i magistrati che dovevano sostituirlo in sua assenza. Quando vi assisteva, era molto attento e partecipe per evitare malcontenti, poiché il popolo in passato si era lamentato del padre adottivo, Gaio Giulio Cesare, il quale soleva dedicarsi durante i giochi alla lettura di lettere e petizioni. Augusto provava sommo piacere nell'assistervi, cosa di cui non fece mai mistero.
Capitava, poi, che offrisse frequentemente anche a sue spese, spettacoli gladiatorii e giochi organizzati da altri, con corone e ricchi premi. Non assistette a nessun concorso di rappresentazioni di origine e ambientazione greca senza onorare ciascuno dei partecipanti in base al proprio merito. Ebbe particolare interesse per gli incontri di pugilato, soprattutto per quelli latini, che spesso confrontava con quelli greci, e non solo tra professionisti, ma anche tra i popolani che si battevano agli angoli delle strade, senza particolare tecnica pugilistica. Agli atleti conservò i loro privilegi, anzi li aumentò, e proibì di far combattere i gladiatori senza un'adeguata ricompensa; quanto agli istrioni, limitò al periodo dei giochi e al teatro il potere coercitivo dei magistrati, che in precedenza una legge aveva esteso ovunque e a qualsiasi periodo. Pretese sempre una rigorosa disciplina nelle competizioni tra gli atleti o nei combattimenti dei gladiatori. Represse, infine, alcuni comportamenti giudicati moralmente disordinati degli istrioni, e quando venne a sapere che un certo Stefanio, autore di commedie togate, si faceva servire a tavola da una donna con i capelli tagliati alla maschietto, lo bandì e lo fece battere con le verghe in tre teatri.

## Gli spettacoli

### Agoni
I principali sport nell'antica Roma erano: il pancrazio, la lotta, il pugilato, la corsa, il lancio del giavellotto, il lancio del disco, il lancio del peso, che erano stati presi a modello dall'Antica Grecia. La concezione dello sport nell'antica Roma però non rifletteva la predilezione della cultura greca per le attività atletiche non professionali, per gli agoni (ἀγῶνες), gare incruente riguardanti non solo lo sport ma anche diversi campi delle attività umane, dove il vincitore riceveva un premio per aver dimostrato, secondo la mentalità greca, le sue superiori doti fisiche e morali. Quarant'anni prima della conquista della Grecia, prima ancora che la sua civiltà influisse su quella romana, i certamina graeca, come quelli istituiti da Marco Fulvio Nobiliore nel 186 a.C., erano considerati dalla società romana esibizioni immorali prive di quelle finalità pratiche che davano senso all'addestramento ginnico militare per l'esercizio della guerra. Scriveva l'intellettuale Tacito che temeva, come quella parte della società romana più legata alle tradizioni, che le raffinatezze greche potessero invalidare gli antichi valori:
(Tacito, Annales, XIV, 20)
Nello stesso senso va considerata l'avversione della classe senatoria per quegli imperatori infatuati dalla civiltà greca come Caligola o lo stesso Nerone che suscitava scandalo dilettandosi di partecipare personalmente ai giochi.

### Corse dei carri
Molto probabilmente i Romani mutuarono l'usanza di organizzare corse dei carri dagli Etruschi, che a loro volta l'avevano mutuata dai Greci. Le abitudini romane furono comunque influenzate dai Greci in modo diretto, soprattutto dopo che, nel 146 a.C., conquistarono la Grecia continentale. Secondo una leggenda romana Romolo si servì dello stratagemma di organizzare una corsa di carri poco dopo la fondazione di Roma per distrarre i Sabini. Mentre i Sabini si stavano godendo lo spettacolo Romolo ed i suoi catturarono e rapirono le donne sabine. Questo evento è tradizionalmente noto come il Ratto delle sabine.

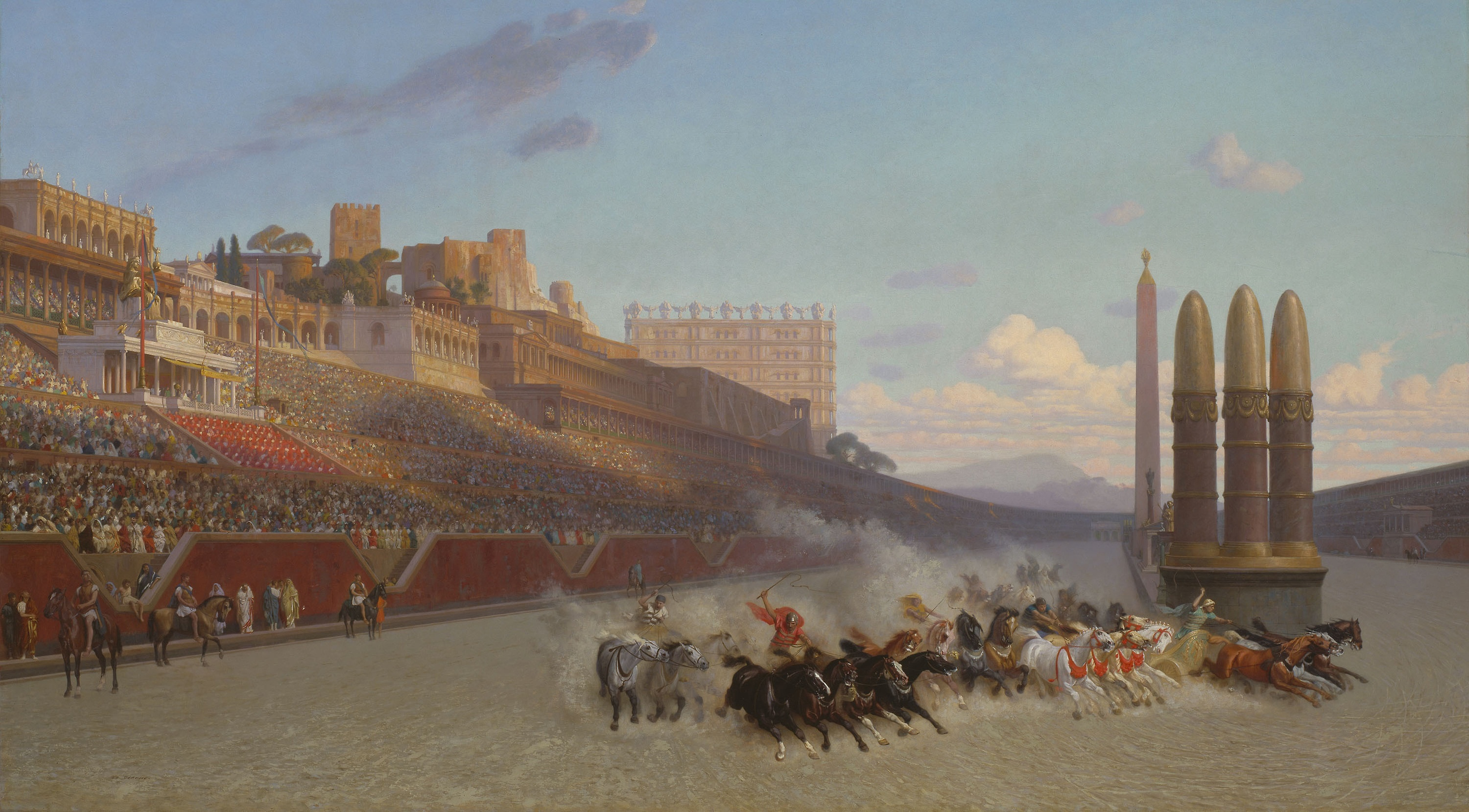
La corsa dei carri al Circo Massimo vista dal cancello d'ingresso, con il palco imperiale ed il Palatino sulla sinistra (dipinto di Jean-Léon Gérôme, 1876).

Nell'antica Roma la principale struttura deputata ad ospitare le corse dei carri era il Circo Massimo, situato nella valle tra il Palatino e l'Aventino, che poteva ospitare fino a 250.000 spettatori. La costruzione del Circo Massimo risale probabilmente all'epoca etrusca, ma venne ricostruito attorno al 50 a.C. per ordine di Giulio Cesare, raggiungendo una lunghezza di circa 600 metri con un'ampiezza di circa 225 metri. Una delle estremità della pista, quella in cui si schieravano i carri alla partenza, era più larga dell'altra. Per organizzare le partenze i Romani si servivano di una serie di barriere chiamate carceres, termine che ha lo stesso significato del greco hysplex. Erano posizionate a scalare come le hysplex, ma c'erano alcune lievi differenze perché le piste romane avevano al centro della pista stessa una barriera mediana di separazione, la spina. Le carceres erano sistemate in uno dei vertici del percorso e i carri si disponevano dietro a queste barriere fissate con un sistema a scatto. Quando tutti i carri erano pronti, l'imperatore (o l'organizzatore delle corse se non si svolgevano a Roma) lasciava cadere un panno noto come mappa dando il via alla corsa. Le barriere allora si aprivano tutte insieme consentendo una partenza alla pari per tutti i partecipanti.
Una volta iniziata la corsa, i carri potevano spostarsi liberamente per la pista per tentare di provocare un incidente ai propri avversari spingendoli contro le spinae. Sulle spinae si trovavano le "uova", grossi segnali simili ai "delfini" delle corse greche, che venivano fatti cadere in una canaletta di acqua che scorreva al centro della spina per segnalare il numero di giri che mancavano alla conclusione. La spina finì per diventare una costruzione molto elaborata - decorata con statue, obelischi ed altre opere d'arte - a tal punto che gli spettatori spesso non potevano seguire i carri quando si trovavano dal lato opposto (ma pare che pensassero che questo fatto rendesse l'esperienza più eccitante aumentando la suspense). Ai due capi della spina si trovavano le due curve del percorso (chiamate metae) e lì, come nelle corse greche, avvenivano spettacolari collisioni ed incidenti. Gli incidenti che provocavano la distruzione dei carri e gravi infortuni a cavalli ed aurighi erano chiamati naufragia, lo stesso termine che indicava il naufragio delle navi. Anche lo svolgimento della corsa era molto simile e quello delle corse greche e la differenza principale era che in ogni giornata potevano tenersi dozzine di corse, e le manifestazioni si protraevano talvolta per centinaia di giorni consecutivamente. Una gara però si svolgeva sulla distanza di soli 7 giri (e in epoca più tarda di 5, per poter svolgere un maggior numero di corse nello stesso giorno) invece dei 12 di cui si componeva la corsa-tipo greca. L'organizzazione romana era inoltre molto più interessata agli aspetti economici: i corridori erano professionisti e tra il pubblico era diffuso un enorme giro di scommesse. I carri in gara potevano essere trainati da quattro cavalli (quadrigae) o da due cavalli (bigae), ma le corse tra quelli a quattro cavalli erano più importanti. in alcuni rari casi, quando un auriga voleva dimostrare la propria abilità, poteva impiegare fino a dieci cavalli, ma era esercizio che univa una grande difficoltà ad una scarsa utilità effettiva. Gli aurighi romani, diversamente da quelli greci, indossavano un caschetto ed altre protezioni per il corpo e si legavano le redini attorno alla vita, mentre i greci le reggevano in mano. A causa di quest'ultima usanza, i romani non potevano lasciare le redini in caso di incidente, così spesso finivano per essere trascinati dai cavalli attorno alla pista finché non rimanevano uccisi o riuscivano a liberarsi: per questo motivo portavano con sé un coltello per riuscire ad uscire da simili situazioni. La più famosa e migliore ricostruzione di una corsa di carri romana, nonostante non sia in effetti storicamente accurata sotto vari aspetti, si può ammirare nel film del 1959 Ben-Hur.

### Gladiatori

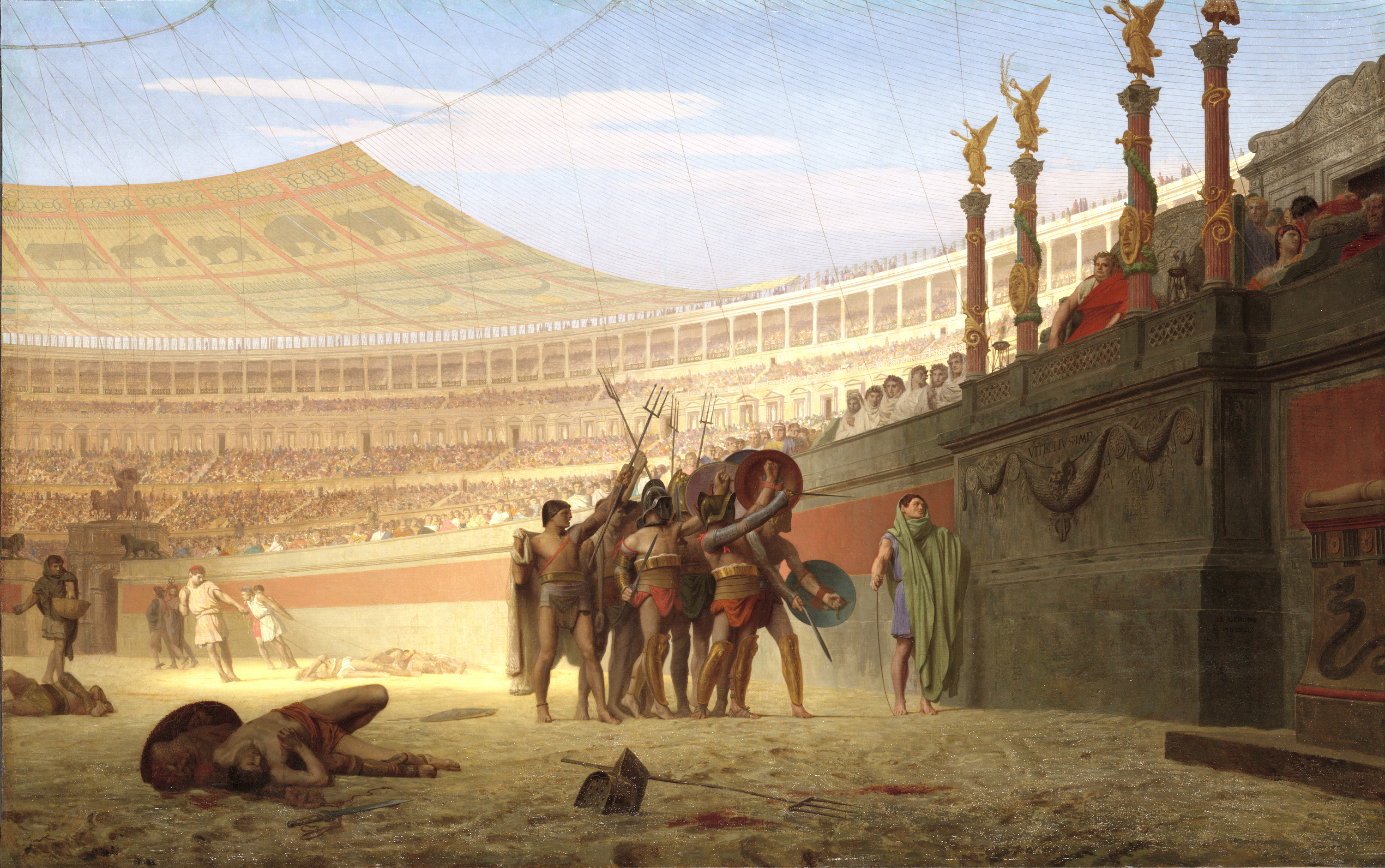
Il più iconico degli spettacoli romani, quello gladiatorio, qui rappresentato nell'Ave, Caesar, morituri te salutant indirizzato dai gladiatori a Vitellio, di fronte alla folla esultante di Roma (dipinto di Jean-Léon Gérôme, 1859).

L'origine del combattimento tra gladiatori è aperta al dibattito, seppur si tenda a leggerla come una pratica proveniente dall'Etruria che, come molti altri aspetti della cultura etrusca, fu adottata dai Romani. Se ne hanno testimonianze sistematiche a partire dai riti funebri romani durante le guerre puniche (III secolo a.C.) e da allora in poi divennero rapidamente un elemento essenziale della politica e della vita sociale del mondo romano.  I munera gladiatoria, in particolare, erano dovuti all'abitudine dei personaggi più facoltosi di offrire al popolo, a proprie spese, pubblici spettacoli in occasione di particolari circostanze, per esempio duelli all'ultimo sangue fra schiavi in occasione del funerale di qualche congiunto. I munera potevano essere ordinaria, previsti cioè in occasione di certe festività, o extraordinaria per celebrare particolari occasioni. La popolarità dei gladiatori portò al loro utilizzo in ludi sempre più sontuosi e costosi. I giochi gladiatorii durarono quasi mille anni, raggiungendo il loro apice tra il I secolo a.C. e il II secolo d.C. La dinastia Flavia, iniziata con l'imperatore Vespasiano, dotò Roma di apposite infrastrutture monumentali espressamente dedicate ai munera: anzitutto l'Anfiteatro Flavio, passato alla storia come "Colosseo", inaugurato dall'imperatore Tito, cui si sommarono le scuole gladiatorie imperiali, i ludi (Ludus Magnus, Ludus Gallicus, Ludus Matutinus e Ludus Dacicus), fatti costruire dall'imperatore Domiziano. I Flavi ed i loro successori ebbero così un palcoscenico privilegiato ed una dedicata "catena di montaggio" per i loro costosi e sanguinosi spettacoli. Tra il 108 e il 109 d.C., Traiano celebrò le sue vittorie daciche utilizzando 10.000 gladiatori e 11.000 animali in ludi della durata di 123 giorni! Il costo dei gladiatori e dei munera continuò a crescere fuori da qualsiasi controllo. La legislazione del 177 d.C. di Marco Aurelio fece ben poco per risolvere il problema e il successivo regno di Commodo, figlio ed erede di Marco Aurelio, fu caratterizzato da un uso smodato di munera e venationes. I cristiani disapprovavano i giochi perché implicavano riti pagani idolatri e la popolarità delle gare di gladiatori diminuì nel V secolo, portando alla loro scomparsa.
I primi munera avvenivano presso o vicino alla tomba del defunto e questi erano organizzati da un munerator, lett. "colui che faceva l'offerta". I giochi successivi furono tenuti da un editore, identico al munerator o a un funzionario da lui impiegato. Con il passare del tempo, questi titoli e significati potrebbero essersi fusi. In epoca repubblicana, i privati cittadini potevano possedere e addestrare gladiatori, oppure affittarli da un lanista (proprietario di una scuola di addestramento per gladiatori - v.si seguito). Dal Principato in poi, i privati cittadini potevano detenere munera e possedere gladiatori solo con il permesso imperiale e il ruolo di editore era sempre più legato all'ufficialità statale. La legislazione di Claudio richiedeva che i questori, il grado più basso di magistrato romano, sovvenzionassero personalmente due terzi dei costi dei giochi per le loro comunità in caso di piccole città, formalizzando così un esborso di denaro fisso che era ad un tempo una pubblicità della generosità personale del politico ed un acquisto parziale del loro ufficio. Giochi più importanti venivano organizzati da magistrati di alto livello che potevano permetterseli meglio. I più grandi e sontuosi di tutti furono pagati dall'imperatore stesso.
I primi tipi di gladiatori presero il nome dai nemici della Repubblica di Roma: i Sanniti, i Traci e i Galli. Il Sannita, pesantemente armato, elegantemente armato e probabilmente il tipo più popolare, fu ribattezzato Secutor e il Gallo ribattezzato Murmillo (it. Mirmillone), nel momento in cui le terre abitate da quei popoli furono assorbite nell'impero. Nel munus medio-repubblicano, ogni tipologia di gladiatore combatteva o con i propri simili o con un tipo assimilabile. Nella tarda Repubblica e nel primo Impero furono introdotti vari tipi di "fantasia" e furono contrapposti tipi di gladiatori dissimili ma complementariː es. l'agile Retiarius ("uomo della rete"), a capo scoperto, corazzato solo sul braccio e sulla spalla sinistra, usava la rete ed il tridente per poi spacciare con il pugnale il Secutor più pesantemente corazzato e protetto da un solido elmo. La maggior parte delle raffigurazioni di gladiatori mostra i tipi più comuni e popolari, relativamente ai quali oggi disponiamo di attendibili ricostruzioni storiche. Altre novità introdotte in questo periodo includevano gladiatori che combattevano su carri da guerra o in formazioni di cavalleria.
Il commercio dei gladiatori era esteso a tutto l'impero e soggetto alla supervisione ufficiale. Il successo militare di Roma produsse una scorta di soldati-prigionieri che furono ridistribuiti per l'uso nelle miniere o negli anfiteatri demaniali e per la vendita sul mercato aperto. Ad esempio, all'indomani della Prima guerra giudaica, le scuole dei gladiatori ricevettero un afflusso di giudei: quelli rifiutati per l'addestramento furono inviati direttamente nelle arene come noxii (lett. "quelli dolorosi"), mentre i più robusti furono mandati a Roma. Nell'etica militare di Roma, ai soldati nemici che si erano arresi o avevano permesso la propria cattura e riduzione in schiavitù era concesso un immeritato dono della vita. Il loro addestramento come gladiatori equivaleva ad un riscatto dell'onore tramite il munus.

### Naumachie
La naumachia (in latino naumachia, dal greco antico ναυμαχία/naumachía, letteralmente «combattimento navale») indica nel mondo romano sia uno spettacolo rappresentante una battaglia navale, sia il bacino, o in senso lato l'edificio in cui si tenevano.

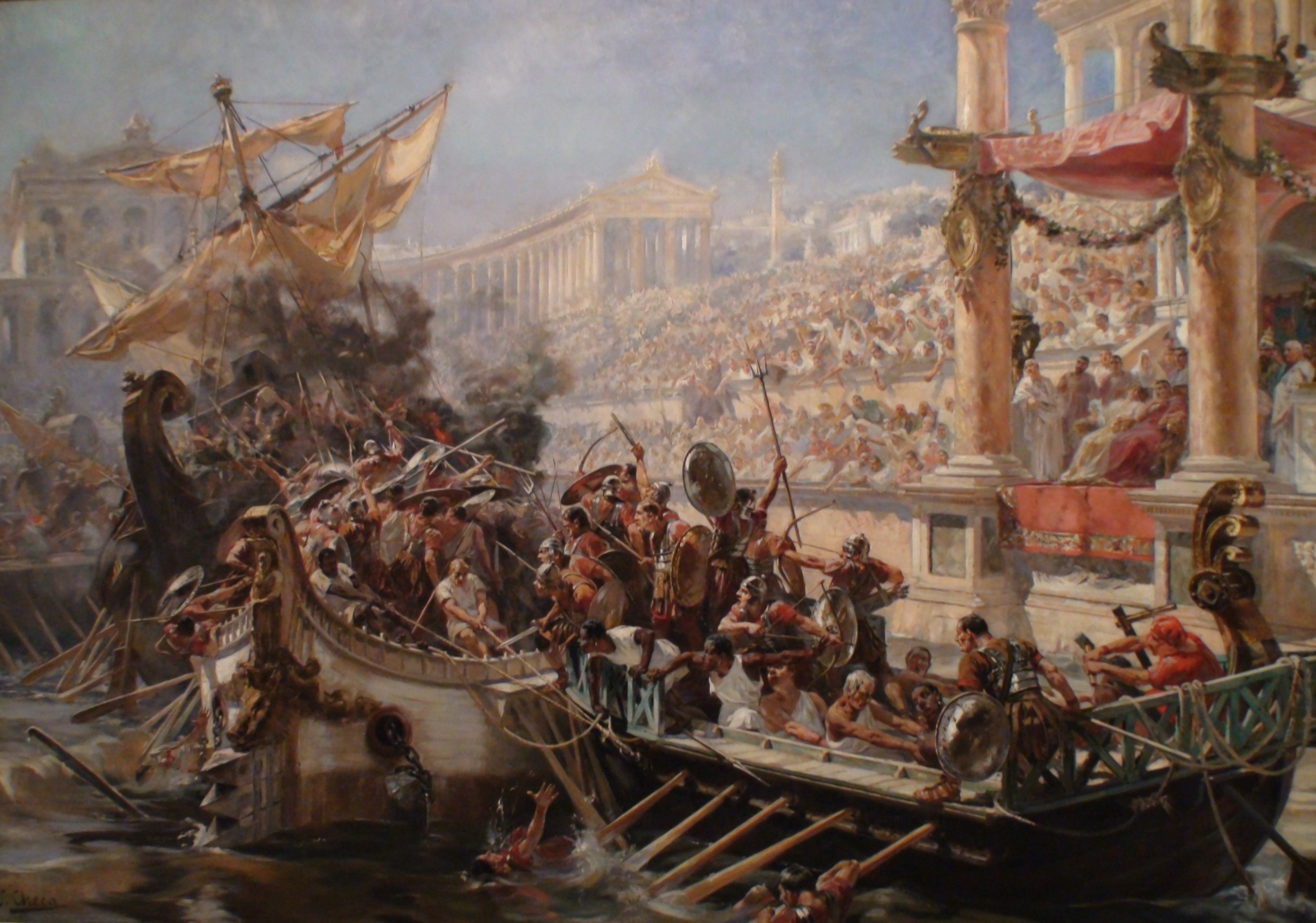
La naumachia, lett. "battaglia navale", che l'Imperatore Augusto approntò davanti ad un'immensa folla accorsa da tutta Roma (dipinto di Ulpiano Checa, 1894).

La prima naumachia conosciuta è quella organizzata da Giulio Cesare a Roma nel 46 a.C. per il suo quadruplice trionfo. Dopo aver fatto scavare un ampio bacino vicino al Tevere, nel Campo Marzio, capace di contenere vere biremi, triremi e quadriremi, ingaggiò tra i prigionieri di guerra 2000 combattenti e 4000 rematori. Nel 2 a.C., per l'inaugurazione del tempio di Marte Ultore (Marte Vendicatore), Augusto diede una naumachia che riproduceva fedelmente quella di Cesare. Come ricorda egli stesso nelle Res gestæ, fece scavare sulla riva destra del Tevere, nel luogo denominato "bosco dei cesari" (nemus Caesarum), un bacino dove s'affrontarono 3000 uomini, senza contare i rematori, su 30 vascelli con rostri, e molte unità più piccole.
Claudio nel 52 diede una naumachia su un vasto specchio d'acqua naturale, il lago Fucino, per inaugurarne i lavori di prosciugamento attraverso l'apertura dei cunicoli di Claudio. I combattenti erano dei condannati a morte. Si sa in particolare da Svetonio che i naumachiarii (combattenti nella naumachia) prima della battaglia salutarono l'imperatore con una frase divenuta famosa: Morituri te salutant. Una tradizione erronea se n'è appropriata per farne una frase rituale dei gladiatori all'imperatore, mentre in realtà viene attestata solo in questa occasione.
La naumachia era quindi uno spettacolo più micidiale di quello dei gladiatori: quest'ultimo impegnava degli effettivi meno importanti, le battaglie non terminavano sistematicamente con la morte dei vinti. L'apparizione delle naumachie è strettamente legata a quella, leggermente anteriore, d'un altro spettacolo, il «combattimento fra truppe» che non ingaggiava dei combattenti a coppie, ma due piccole armate. Proprio in queste ultime i combattenti erano più sovente dei condannati senza allenamento specifico rispetto ai veri gladiatori. Cesare, creatore della naumachia, traspose semplicemente in un ambiente navale il principio delle formazioni di battaglia terrestre.
Tuttavia, in rapporto ai combattimenti fra truppe, le naumachie avevano la peculiarità di sviluppare dei temi storici o pseudo-storici: ogni flotta che s'affrontava incarnava un popolo celebre per la sua potenza marittima nella Grecia classica o l'Oriente ellenistico: Egizi e Fenici per la naumachia di Cesare, Persiani ed Ateniesi per quella augustea, Siculi e Rodii per quella di Claudio. Inoltre, abbisognava di mezzi considerevoli, superiori persino a quelli dei più grandi combattimenti con truppe. Questo fattore rendeva la naumachia uno spettacolo riservato ad occasioni eccezionali, strettamente legato a celebrazioni dell'imperatore, sue vittorie e suoi monumenti. L'irriducibile specificità dello spettacolo e dei suoi temi tratti dalla storia del mondo greco ne spiega l'origine del termine: una trascrizione fonetica della parola greca indicante una battaglia navale (ναυμαχία / naumakhía), indicante in seguito anche i vasti bacini artificiali ad essa dedicata.

### Teatro

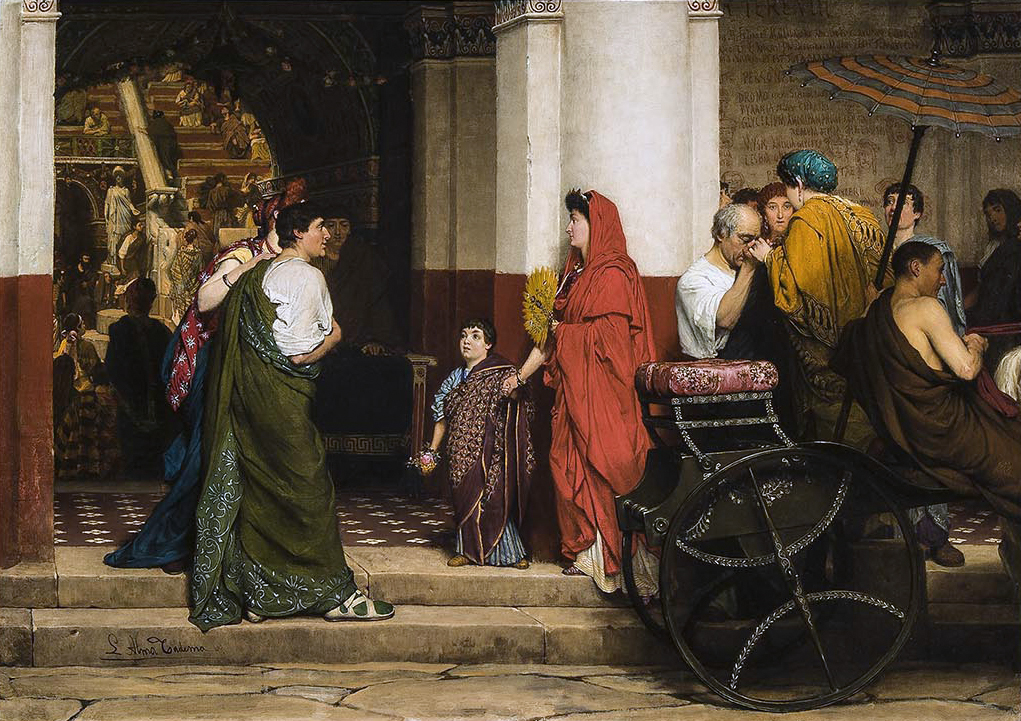
Ingresso dei cittadini romani in un teatro per assistervi ad uno spettacolo (dipinto di Lawrence Alma-Tadema, 1866)

Nella Roma antica il teatro rappresentò una delle massime espressioni della cultura latina. A metà del III secolo a.C. nella penisola italica erano già sviluppate, grazie tanto all'influenza greca quanto alle tradizioni locali, più forme di rappresentazioni drammatiche: (i) in Etruria e a Roma si era sviluppato il fescennino che talvolta veniva accompagnato da spettacoli di musica e danza o da giochi sportivi; (ii) nel sud della Campania era diffusa l'atellana; (iii) nelle colonie doriche dell'Italia meridionale e della Sicilia venivano rappresentate, infine, le farse fliaciche, e a Taranto, culla italica dell'arte drammatica che a Roma giunse proprio grazie ad un autore tarantino, in particolare, aveva operato il poeta Rintone (323-285 a.C.) che aveva dato forma letteraria alla parodia mitologica.
I generi teatrali che ci sono rimasti e meglio documentati sono sia di importazione greca, la palliata (commedia) e la cothurnata (tragedia - dal coturno, calzatura tipica degli attori tragici), sia con ambientazione romana, dette rispettivamente togata o trabeata (commedia) e praetexta (tragedia). La togata viene distinta da generi comici più popolari, quali l'atellana, accostato alla commedia dell'arte, e il mimo. La tragedia di argomento romano (praetexta) si rinnova negli avvenimenti, considerando fatti storici. La tabernaria era invece un'opera comica di ambientazione romana.
Il teatro romano raggiunge il suo apice con Livio Andronico, Gneo Nevio, Plauto e Terenzio per la commedia e Seneca per la tragedia:
- La produzione teatrale di Livio Andronico (280-200 a.C.) spostò l'attenzione dei Romani dalle opere comiche pre-letterarie al genere tragico: Andronico, con il quale si suole far iniziare l'età arcaica della letteratura latina, fu il primo autore, seppur di origine greca, a comporre un dramma teatrale in latino, rappresentato nel 240 a.C. ai ludi scaenici organizzati per la vittoria romana nella prima guerra punica. Di tale opera non si conserva alcun frammento, e non è neppure possibile determinare se si trattasse di una commedia o di una tragedia.[32][33][34][35]
- L'innovazione che Gneo Nevio (275-201 a.C.) portò nella letteratura latina fu l'introduzione della praetexta, tragedia ambientata a Roma anziché in Grecia. Ne conosciamo due titoli: Romulus (o Lupus) e Clastidium. In Romulus si parla della vicenda di Romolo e Remo; Clastidium narra della battaglia di Clastidium del 222 a.C. vinta da Marcello contro i Galli, vittoria che permise ai romani di conquistare la Gallia Cisalpina.[36] Nevio scrisse anche sei tragedie cothurnate, cioè di argomento greco: Aesiona, Danae, Equos Troianus, Iphigenia, Hector Proficiscens e Lycurgus. Danae e Equos Troianus (quest'ultima presentata all'inaugurazione del teatro di Pompeo a Roma nel 55 a.C.) ripetono titoli di Livio Andronico e la meglio conosciuta è il Lycurgus, la storia del re di Tracia Licurgo (da non confondere con il mitico legislatore spartano) che cacciò dalla sua terra il Dio Bacco e le Baccanti, provocando l'ira funesta del dio del vino che si vendicò uccidendo il re e incendiando la sua reggia (tema attuale a Roma ove il culto di Dioniso/Bacco era stato introdotto negli ultimi decenni del III secolo a.C. come rito propiziatorio-orgiastico vietato da una sentenza dal senatus consultum de Bacchanalibus), di cui ci restano 24 frammenti. Per quanto riguarda la produzione comica, quella di Nevio lo rende il più importante predecessore di Plauto in questo campo; dai frammenti a noi giunti si nota una colorita inventiva verbale che sembra preparare il campo a quella di Plauto.[37]
- Tito Maccio Plauto (255-184 a.C.) fu autore di enorme successo, immediato e postumo, e di grande prolificità: sembra che nel corso del II secolo circolassero qualcosa come 130 commedie legate al suo nome ma non sappiamo quante fossero autentiche. La grande forza di Plauto sta nel comico che nasce dalle singole situazioni, prese a sé una dopo l'altra, e dalla creatività verbale che ogni nuova situazione sa sprigionare. Ma solo una lettura diretta può restituire un'impressione adeguata di tutto ciò: e se l'arte comica di Plauto sfugge per sua natura a formule troppo chiuse, una maggiore sistematicità nasce proprio dalla considerazione degli intrecci, nelle loro più elementari linee costruttive. Nella commedia plautina è possibile distinguere, secondo una suddivisione già antica, i deverbia e i cantica, vale a dire le parti dialogate, con più attori che interloquiscono fra di loro, e le parti cantate, per lo più monologhi, ma a volte anche dialoghi tra due o addirittura tre personaggi. Ricorre spesso lo schema dell'intrigo amoroso, con un giovane (adulescens) che si innamora di una ragazza. Il suo sogno d'amore incontra sempre dei problemi a tramutarsi in realtà a seconda della donna di cui si innamora: se è una cortigiana deve trovare i soldi per sposarla, se invece è onesta l'ostacolo è di tipo familiare. Ad aiutarlo a superare le varie difficoltà è il servus callidus (servo scaltro) o il parassita (squattrinato che lo aiuta in cambio di cibo) che con vari inganni e trabocchetti riesce a superare le varie difficoltà e a far sposare i due. Le beffe organizzate dal servo sono alcuni degli elementi più significativi della comicità plautina. Il servus è una delle figure più largamente utilizzate da Plauto nelle sue commedie ed è centrale nel metateatro plautino: è infatti il personaggio che assume la veste del doppio del poeta in quanto creatore di inganni.
- Publio Terenzio Afro (190-159 a.C.) scrisse soltanto 6 commedie, tutte giunte a noi integralmente.[38] Terenzio si adattò alla commedia greca; in particolare segue i modelli della Commedia nuova (νέα κωμῳδία) attica e, soprattutto, di Menandro.[39] Per questo forte legame artistico col commediografo greco fu definito da Giulio Cesare il "Menandro dimezzato" (lat. Menander dimidiatus).[40] L'opera di Terenzio non si limitò ad una semplice traduzione e riproposizione degli originali greci ma si connota come contaminatio, ovvero introduzione nella commedia di personaggi ed episodi appartenenti a commedie diverse, anch'esse comunque di origine greca. Parte della fortuna di Terenzio è da attribuire alle capacità del suo attore, Lucio Ambivio Turpione, uno dei migliori a quell'epoca.[41] Rispetto a Plauto, Terenzio mirava ad un pubblico più colto tant'è che in alcune commedie si trovano alcuni argomenti socio-culturali del Circolo degli Scipioni, di cui faceva parte.[40] Inoltre, contrariamente alla commedia plautina, denominata motoria per la sua eccessiva spettacolarizzazione e caratterizzata dalla figura del servus currens, straniamento e presenza di cantica, l'opera di Terenzio è definita stataria, perché sono relativamente serie, non comprendono momenti di metateatro né cantica. Data la maggiore raffinatezza delle sue opere, si può dire che con Terenzio il pubblico semplice si allontana dal teatro, cosa che non era mai successa prima di allora. Altra differenza è la cura per gli intrecci, più coerenti e meno complessi rispetto a quelli delle commedie plautine, ma anche più coinvolgenti in quanto Terenzio, al contrario di Plauto, non utilizza un prologo espositivo (contenente gli antefatti e un'anticipazione della trama). Particolarmente importante in Terenzio è anche il messaggio morale sotteso a tutta la sua opera, volta a sottolineare la sua humanitas, cioè il rispetto che ha nei confronti di ogni altro essere umano, nella consapevolezza dei limiti di ciascuno.
- Le tragedie di Lucio Anneo Seneca (4-65 d.C.) sono le sole opere tragiche latine pervenute in forma non frammentaria e costituiscono quindi una testimonianza preziosa sia di un intero genere letterario, sia della ripresa del teatro latino tragico, dopo i vani tentativi attuati dalla politica culturale augustea per promuovere una rinascita dell'attività teatrale. In età giulio-claudia (27 a.C.–68 d.C.) e nella prima età flavia (69–96) l'élite intellettuale senatoria ricorse al teatro tragico per esprimere la propria opposizione al regime (la tragedia latina riprende ed esalta un aspetto fondamentale in quella greca classica, ossia l'ispirazione repubblicana e l'esecrazione della tirannide). Non a caso, i tragediografi di età giulio-claudia e flaviana furono tutti personaggi di rilievo nella vita pubblica romana. Le tragedie ritenute autentiche sono nove (più una decima, l'Octavia, ritenuta spuria), tutte di soggetto mitologico greco. Opere, forse, destinate soprattutto alla lettura, il che poteva non escludere talora la rappresentazione scenica. La macchinosità o la truce spettacolarità di alcune scene sembrerebbero presupporre una rappresentazione scenica, mentre una semplice lettura avrebbe limitato gli effetti ricercati dal testo drammatico. Le varie vicende tragiche si configurano come scontri di forze contrastanti e conflitto fra ragione e passione. Anche se nelle tragedie sono ripresi temi e motivi delle opere filosofiche, il teatro senechiano non è solo un'illustrazione, sotto forma di exempla forniti dal mito, della dottrina stoica, sia perché resta forte la matrice specificamente letteraria, sia perché, nell'universo tragico, il logos, il principio razionale cui la dottrina stoica affida il governo del mondo, si rivela incapace di frenare le passioni e arginare il dilagare del male. Alle diverse vicende tragiche fa da sfondo una realtà dai toni cupi e atroci, conferendo al conflitto fra bene e male una dimensione cosmica e una portata universale. Un rilievo particolare ha la figura del tiranno sanguinario e bramoso di potere, chiuso alla moderazione e alla clemenza, tormentato dalla paura e dall'angoscia. Il despota offre lo spunto al dibattito etico sul potere, che è importantissimo nella riflessione di Seneca. Di quasi tutte le tragedie senechiane, restano i modelli greci, nei confronti dei quali Seneca ha una grande autonomia che però presuppone un rapporto continuo col modello, sul quale l'autore opera interventi di contaminazione, di ristrutturazione, di razionalizzazione nell'impianto drammatico.

### Venationes

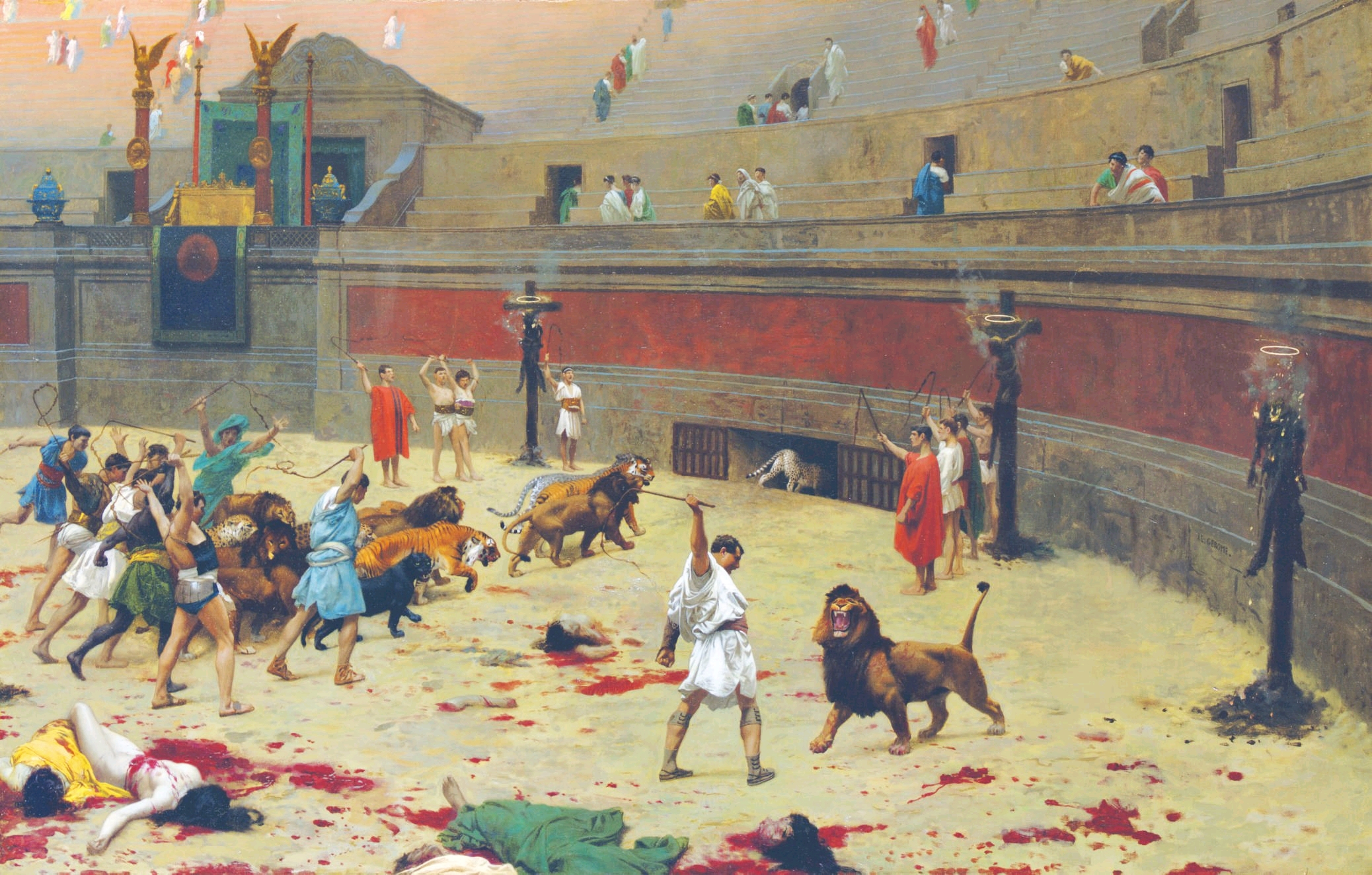
Gli svariati spettacoli nei quali i romani adoperavano leoni, tigri ed altre belve necessitavano personale ben addestrato per domare, oltre che combattere, gli animali (dipinto di Jean-Léon Gérôme, 1902)

Le venationes (sing. venatio, ital. caccia) erano una forma di divertimento che implicavano la caccia e l'uccisione di animali selvatici. Le bestie selvatiche ed esotiche venivano portate a Roma dai lontani confini dell'impero e le venationes si svolgevano durante la mattina, prima del principale evento pomeridiano, i duelli gladiatori. Queste cacce si tenevano nel Foro romano, nei Saepta e nel Circo Massimo, sebbene nessuno di questi luoghi offrisse protezione alla folla dagli animali selvatici presenti nell'arena. Speciali precauzioni, come l'erezione di barriere e lo scavo di fossati, venivano prese per impedire agli animali di scappare da questi luoghi. Pochissimi animali scampavano a queste cacce, sebbene talvolta sconfiggevano il gladiatore bestiarius, ovvero il cacciatore delle bestie selvagge. Migliaia di animali selvatici venivano massacrati in un giorno. Per esempio, durante i giochi tenuti da Traiano quando divenne imperatore, più di 9.000 animali vennero uccisi. Non tutti gli animali erano feroci, sebbene la maggior parte lo fosse. Tra gli animali apparsi nelle venationes ci sono leoni, tigri, leopardi, elefanti, orsi, cervi, capre selvatiche e cammelli.

### Esplicative
1. ↑  Svetonio, Augustus 44 racconta che Augusto mise ordine nel campo degli spettacoli, dopo aver saputo che un senatore, in occasione di alcuni giochi a Pozzuoli, non venne ricevuto da nessuno con grave sdegno del princeps.

### Bibliografiche
1. ↑  Frontone, Princip. hist., V, 11
2. ↑  Vedi Enciclopedia Sapere
3. ↑  Carcopino 1971, pp. 234-235.
4. ↑  Svetonio, Augustus, 43.
5. 1 2  Svetonio, Augustus, 44.
6. ↑  A. Piganiol, Recherches sur le jeux romains, Paris Strasbourg, 1923
7. ↑  J. Carcopino, Virgile et les origines de Ostie, Paris 1919, pp. 119-120
8. ↑  Svetonio, Augustus 40.
9. ↑  Svetonio, Claudii 6.
10. ↑  Quintiliano, VI, 3, 63
11. ↑  (FR) Wuilleumier P, Le Cirque et l'Astrologie, in Mélanges de l'École de Rome, 1927,  pp. 184-209.
12. ↑  (LA) Cassiodoro, Varrone,  p. III, 51.
13. ↑  (LA) Isidoro di Siviglia, Origini, XVIII,  p. 36.
14. ↑  Plinio il Giovane, Ep. VI, 5
15. ↑  Plinio il Giovane, Pan., 51
16. 1 2  Svetonio, Augustus, 45.
17. ↑  Kyle 1998, p. 80.
18. ↑  Futrell 2006, p. 43.
19. ↑  Wiedemann 1992, pp. 440-446.
20. ↑  Kyle 2007, p. 313.
21. ↑  (LA) Giuseppe Flavio, La guerra giudaica,  p. 6.418, 7.37–40.
22. ↑  Kyle 1998, p. 93.
23. ↑  Futrell 2006, pp. 120-125.
24. ↑  Res gestae divi Augusti, 23
25. ↑   Naumachia, su sapere.it. URL consultato il 4 aprile 2021.
26. ↑  Svetonio, Claudii, 21,6.
27. ↑  Beare 2008, pp. 15-29.
28. 1 2  Beare 2008, p. 30.
29. ↑  Beare 2008, pp. 155-162.
30. ↑  Plutarco, Pirro, 16.
31. ↑  Beare 2008, p. 32.
32. ↑  Aulo Gellio, Notti attiche, XVII, 21, 42.
33. ↑  Beare 2008, p. 34.
34. ↑  Cicerone, Brutus, 72.
35. ↑  Cicerone, Tusculanae disputationes, I, 3.
36. ↑   Pontiggia G, Grandi MC, Letteratura latina. Storia e testi, Milano, Principato, marzo 1996,  p. 87, ISBN 88-416-2191-5.
37. ↑   Conte GB, Letteratura latina, Firenze, Le Monnier, 1987,  p. 33, ISBN 88-00-42146-6.
38. ↑  Del Corno 2005.
39. ↑  Del Corno 2005, p. 24.
40. 1 2  Del Corno 2005, p. 11.
41. ↑  Del Corno 2005, p. 37.

### Fonti primarie
- (LA) Gaio Svetonio Tranquillo, De vita Caesarum,  libri I-II-III.
- (LA) Terenzio, Adelphoe (I fratelli), a cura di Del Corno D, 18ª ed., Rizzoli, 2005, ISBN 88-17-16616-2.

### Fonti secondario

#### In italiano
- William Beare, I Romani a teatro, traduzione di Mario De Nonno, Bari-Roma, Laterza, gennaio 2008  [1986], ISBN 978-88-420-2712-6.
- Jérôme Carcopino, La vita quotidiana a Roma, Bari, Universale Laterza, 1971.
- Gianluca Gregori, Ludi e munera. 25 Anni di Ricerche sugli Spettacoli d'Età Romana, LED Edizioni Universitarie, 2011, ISBN 978-88-7916-479-5.

#### Altre lingue
- (EN) Futrell A, A Sourcebook on the Roman Games, Oxford, United Kingdom, Blackwell Publishing, 2006, ISBN 1-4051-1568-8.
- (EN) Kyle DG, Spectacles of Death in Ancient Rome, Londra, Routledge, 1998, ISBN 0-415-09678-2.
- (EN) Kyle DG, Sport and Spectacle in the Ancient World, Oxford, Blackwell Publishing, 2007, ISBN 978-0-631-22970-4.
- (EN) Wiedemann T, Emperors and Gladiators, Londra, Routledge, 1992, ISBN 0-415-12164-7.